# أصفر الكروم

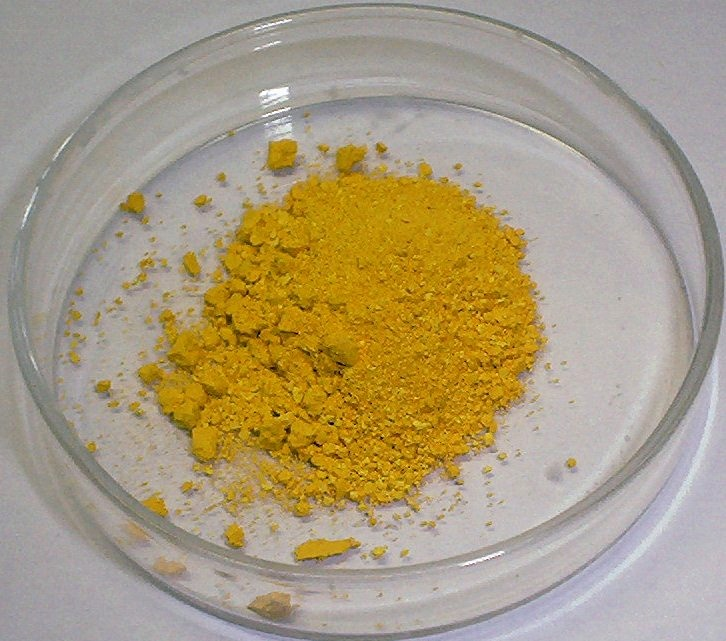
مركب كرومات الرصاص هو الأساس الكيميائي لخضاب أصفر الكروم.

أصفر الكروم هو خضاب أصفر برتقالي يتركب كيميائياً من كرومات الرصاص الثنائي PbCrO4، وهو يوجد طبيعياً على هيئة معدن الكروكوئيت.
كان يستحصل على أصفر الكروم في البداية من مصادر طبيعية، ولكن ساهم اكتشاف فلز الكروم على يد العالم لوي نيكولا فوكلان سنة 1797 في البدء في تحضير هذا الخضاب مخبرياً، مما ساعد في انتشاره لاحقاً في أوائل القرن التاسع عشر.
ولكن ما يعيب هذا الخضاب هو إمكانية تفاعله مع غاز كبريتيد الهيدروجين، بالإضافة إلى اسوداده مع مرور الوقت ليشكل مركب كبريتيد الرصاص الثنائي. لذلك جرى تديريجياً الاستعاضة عنه بخضاب آخر وهو أصفر الكادميوم.